# Liste der Träger des Ritterkreuzes des Militär-Maria-Theresien-Ordens des Ersten Weltkrieges

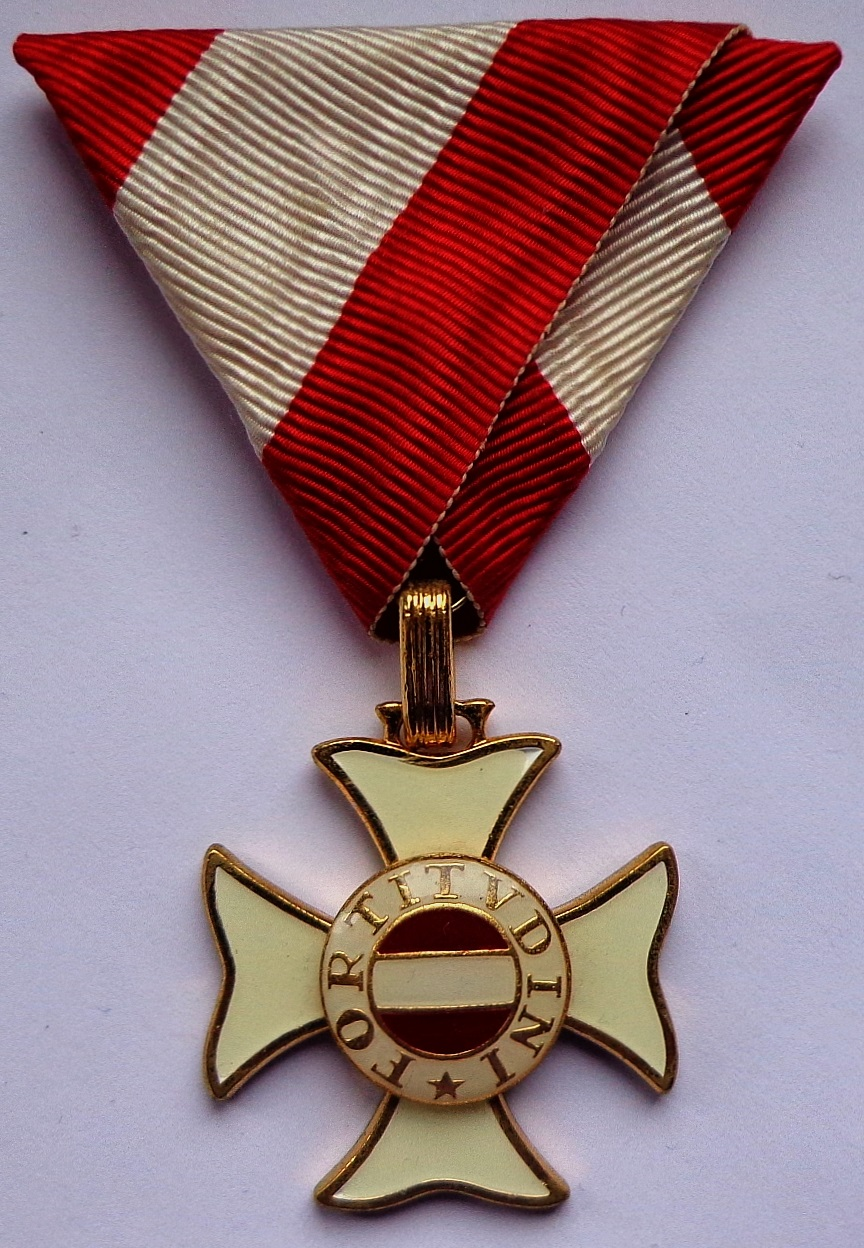
Ritterkreuz des Militär-Maria-Theresien-Ordens

Die Liste der Träger des Ritterkreuzes des Militär-Maria-Theresien-Ordens des Ersten Weltkrieges enthält die Namen jener 110 Offiziere der Gemeinsamen Armee Österreich-Ungarns, die für Taten, die sie während des Ersten Weltkrieges erbrachten, mit dem Militär-Maria-Theresien-Orden ausgezeichnet wurden.

## Verleihungspraxis während und nach dem Ersten Weltkrieg

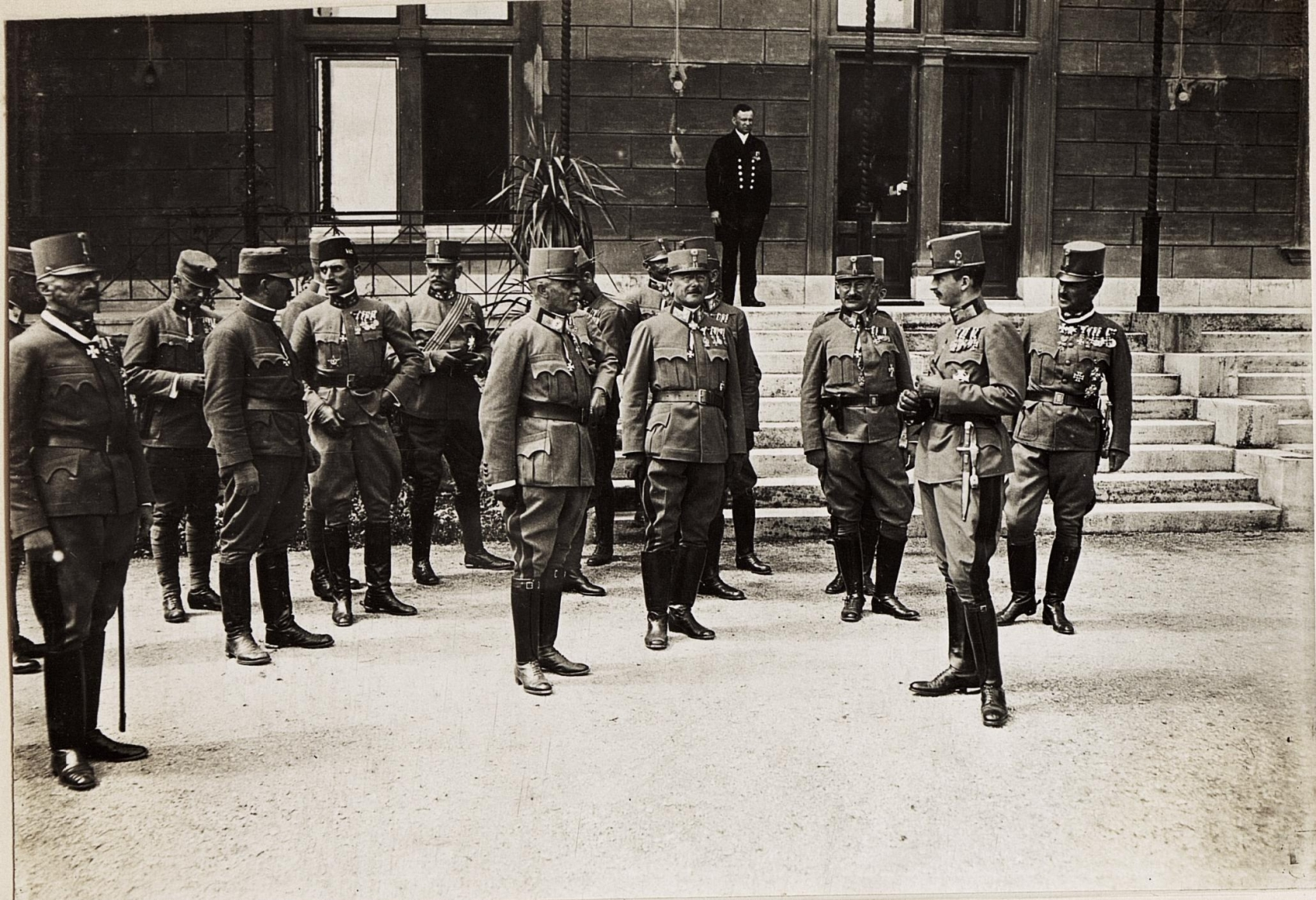
Foto von der Verleihung des Maria-Theresien-Ordens am 17. August 1917 in der Villa Wartholz

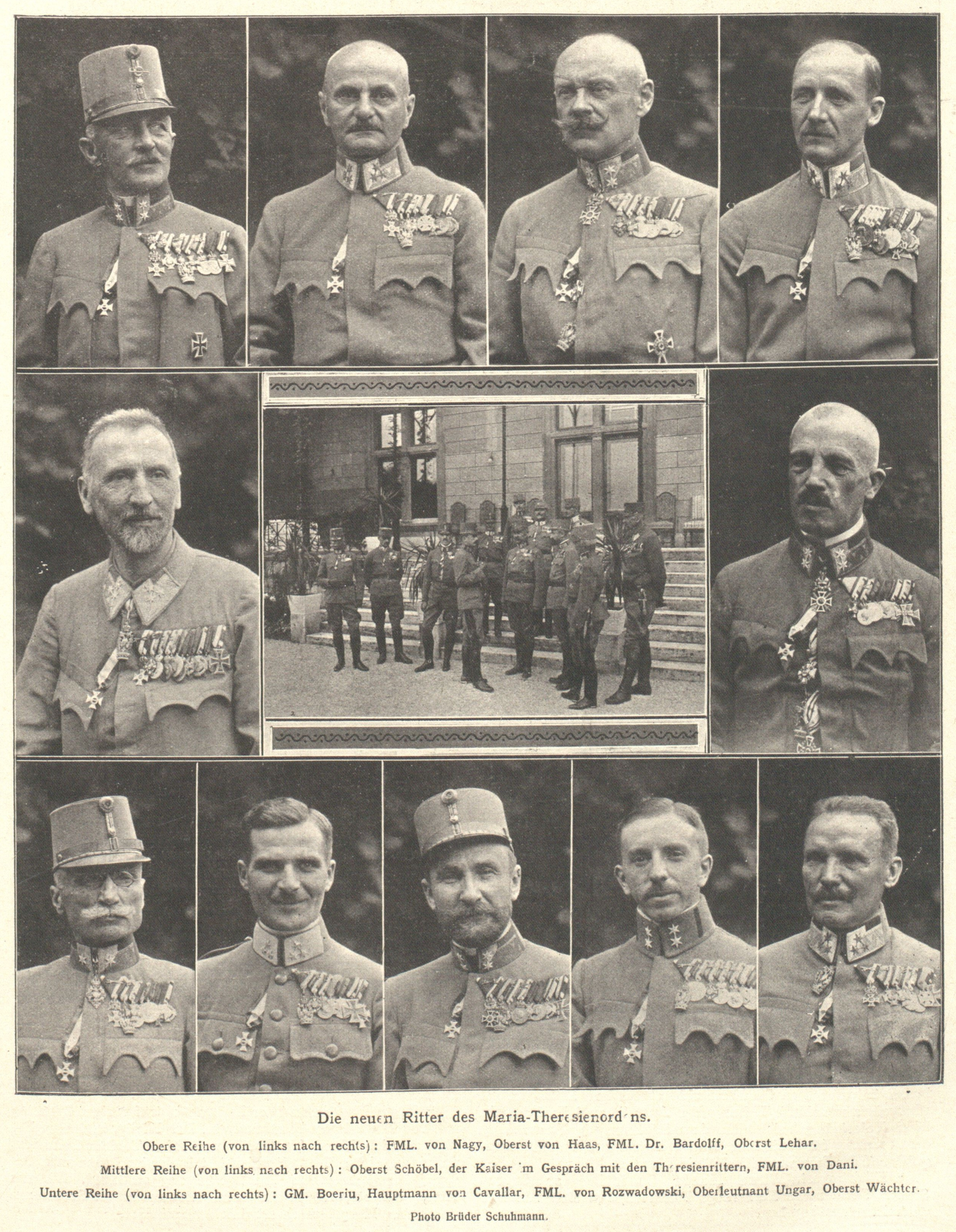
Fotos von der Verleihung des Maria-Theresien-Ordens am 17. August 1918 in der Villa Wartholz

Das Ordenskapitel prüfte die Taten der Kandidaten sehr sorgfältig und die Verleihung erfolgte sehr zurückhaltend. So wurde bei insgesamt 1072 Ordensgesuchen nur in 110 Fällen der Promotion des Bewerbers zugestimmt. Die Promotionen erfolgten während des Krieges nur am 17. August 1917 und am 17. August 1918, jeweils am Geburtstag von Kaiser Karl I., sowie am 2. Oktober 1918 in der Villa Wartholz, wobei 20, 12 bzw. 5 Ausgezeichnete den Orden überreicht bekamen.:S. 376 Nach Ende des Krieges wurden die Promotionen nur mehr schriftlich bekanntgegeben, die letzten sechs Ausgezeichneten erhielten diese am 3. Oktober 1931.:S. 4
Die nachfolgende Tabelle zeigt die stattgefundenen Promotionen::S. 376
| Promotion | Datum         | Anzahl | Ausgezeichnete |
| --------- | ------------- | ------ | --- |
| 180       | 17. Aug. 1917 | 20     | Banfield, Cumin, Ellison, Glogovac, Heim, Hofmann, Hospodarž, Janečka, Lukachich, Lutschounig, Novak, Prochaska, Procházka, Schariczer, Szurmay, Tischer, Trollmann, Willerding, Wurm, Zeidler |
| 184       | 17. Aug. 1918 | 12     | Bardolff, Boeriu, Cavallar, Dáni, Haas, Jordan, Lehár, Nagy, Rozwadowski, Schöbl, Szepessy, Ungár, Wächter                                                                                     |
| 185       | 2. Okt. 1918  | 5      | Laczhegyi, Matheis, Rössel, Roth, Spieß |
| 186       | 7. März 1921  | 12     | Dragičević, Fousek, Horthy, Kusmanek, Metz, Müller, Peter, Pillepić, Schneider, Seydl, Vass-Wiblinger, Wanke                                                                                   |
| 187       | 10. Juni 1921 | 13     | Baumann, Duval, Enrich, Franek, Iskrić, Klempa, Krömer, Müller, Popovici, Skulski, Szilley, Valentini, Vojáček                                                                                 |
| 188       | 12. Okt. 1921 | 5      | Hoffmann, Horváth, Laxa, Méttelét, Petrichevich |
| 189       | 27. Juni 1922 | 12     | Barton, Goldbach, Janky, Neusser, Poppr, Reinöhl, Sréter, Tomann, Weber, Wieroński, Wulff, Zwierkowski                                                                                         |
| 190       | 16. Dez. 1922 | 4      | Fey, Kirchner, Schön, Waldstätten |
| 191       | 21. Apr. 1924 | 4      | Freudenseher, Redlich, Sonnewend, Trapp |
| 192       | 11. Dez. 1925 | 3      | Goiginger, Hofmann, Windisch |
| 193       | 25. Okt. 1927 | 8      | Appel, Bertalan, Fischer, Merten, Metzger, Pasetti, Riedl, Troyer |
| 194       | 21. Dez. 1929 | 6      | Ambrozy, Inselt, Kratochvil, Licka, Rigele, Singule |
| 195       | 3. Okt. 1931  | 6      | Boroević, Oberguggenberger, Roósz, Ruziczka, Scheider, Taby |

## Verteilung der Verleihungstaten auf Kriegsschauplätze
Die nachfolgende Tabelle zeigt die Verteilung der Taten, die den Verleihungen zugrunde lagen, auf die einzelnen Kriegsschauplätze aufgeschlüsselt nach Jahren. Da für eine Auszeichnung manchmal mehrere Taten notwendig waren, ergibt sich bei 110 Ordensträgern eine Summe von 124 Verleihungstaten.
| Kriegsschauplatz                  | 1914 | 1915 | 1916 | 1917 | 1918 | Summe |
| --------------------------------- | ---- | ---- | ---- | ---- | ---- | ----- |
| Adria                             |      | 2    | 2    | 1    | 1    | 6     |
| Galizien / Russisches Kaiserreich | 20   | 20   | 10   | 7    |      | 57    |
| Italien                           |      | 4    | 14   | 17   | 4    | 39    |
| Rumänien                          |      | 1    |      |      |      | 1     |
| Serbien / Montenegro              | 12   | 4    | 4    | 1    |      | 21    |
| Summe                             | 32   | 31   | 30   | 26   | 5    | 124   |

## Verleihungsübersicht
Da für die Auszeichnung manchmal mehrere Waffentaten notwendig waren, sind diese in den Spalten Einheit, Datum und Ort durch Schrägstriche getrennt angeführt.
| Name                                                 | Dienstrang             | Einheit                                                           | Datum                                            | Ort                                   | Promotion | Bild |
| ---------------------------------------------------- | ---------------------- | ----------------------------------------------------------------- | ------------------------------------------------ | ------------------------------------- | --------- | ---- |
| Georg Ambrozy                                        | Oberleutnant           | HR 7 (1. Kavallerie-Division)                                     | 18./19. Aug. 1914:S. 57 bis 60                   | Kamjanez-Podilskyj                    | 194       |      |
| Michael Edler von Appel                              | General der Infanterie | XV. Korps                                                         | 20. Aug. / 9. Sep. 1914:S. 60 bis 61             | Visegrád / Zvornik                    | 193       |      |
| Gottfried von Banfield                               | Linienschiffsleutnant  | Seeflugstation Triest                                             | 1915 / 1916:S. 61 bis 63                         | Adria                                 | 180       |      |
| Carl von Bardolff                                    | Oberst                 | 29. Brigade (15. Infanterie-Division)                             | 31. Aug. 1914:S. 63 bis 66                       | Komarów                               | 184       |      |
| Gottfried Barton                                     | Rittmeister            | LUR 6 (8. Kavallerie-Division)                                    | 10. Juni 1916:S. 66 bis 68                       | Okna                                  | 189       |      |
| Josef Baumann                                        | Major                  | FJB 21 / IR 37 (7. Infanterie-Division)                           | 3. Sep. 1915 / 24. Mai 1917:S. 68 bis 71         | Koryto / Veliki Dol                   | 187       |      |
| Árpád Bertalan                                       | Leutnant               | 7. Geb.Brigade (1. Infanterie-Division)                           | 24. Okt. 1917:S. 72 bis 74                       | Srednje                               | 193       |      |
| Johann Boeriu von Polichna Johann                    | Oberst                 | IR 76 (14. Infanterie-Division)                                   | 23. Aug. 1914:S. 74 bis 76                       | Polichna                              | 184       |      |
| Svetozar Boroević von Bojna                          | General der Infanterie | VI. Korps                                                         | 29. Aug. 1914:S. 76 bis 78                       | Komarów                               | 195       |      |
| Wilhelm Cavallar von Grabensprung                    | Oberleutnant           | IR 92 (29. Infanterie-Division)                                   | 6./7. Sep. 1914:S. 78 bis 80                     | Jarak                                 | 184       |      |
| Artur Cumin                                          | Leutnant               | IR 67 (27. Infanterie-Division)                                   | 30. Sep. 1916:S. 81 bis 82                       | Żarków                                | 180       |      |
| Blasius Dáni                                         | Generalmajor           | 62. Brigade (31. Infanterie-Division)                             | 12.–14. Aug. / 4.–8. Oktober 1914:S. 82 bis 86   | Šabac / Sjanky                        | 184       |      |
| Georg Dragičević                                     | Oberleutnant           | Festungsart.Regiment 1                                            | 19. Mai 1915:S. 86 bis 88                        | Stare Miasto                          | 186       |      |
| Quirin Duval de Dampierre                            | Oberst                 | DR 11 (3. Kavallerie-Division)                                    | 9. Aug. 1917:S. 88 bis 90                        | Magura Batrina                        | 187       |      |
| Otto Ellison von Nidlef                              | Oberst                 | Genietruppe                                                       | 24. Aug. 1915:S. 90 bis 94                       | Lavarone                              | 180       |      |
| Alfred Enrich                                        | Oberleutnant           | LschR I (44. Landwehr-Division)                                   | 29. Juni 1916:S. 94 bis 97                       | Werk Valmorbia                        | 187       |      |
| Emil Fey                                             | Hauptmann              | IR 4 (18. Infanterie-Division)                                    | 1./2. Sep. 1915 / 16. April 1916:S. 98 bis 102   | Roncegno                              | 190       |      |
| Eduard Fischer                                       | Oberstleutnant         | Gendarmerie                                                       | Herbst 1914:S. 102 bis 105                       | Bukowina                              | 193       |      |
| Johann Fousek                                        | Oberleutnant           | IR 102 (18. Infanterie-Division)                                  | 16. Sep. 1916:S. 106 bis 107                     | Jamiano                               | 186       |      |
| Friedrich Franek                                     | Oberleutnant           | IR 63 (35. Infanterie-Division)                                   | Aug. 1917:S. 108 bis 111                         | Flondar                               | 187       |      |
| Franz Freudenseher                                   | Oberleutnant           | LIR 34 (45. Landwehr-Division)                                    | 4. Sep. 1914:S. 111 bis 114                      | Krasnystaw                            | 191       |      |
| Gojkomir Glogovac                                    | Oberleutnant           | BHIR 2 (6. Infanterie-Division)                                   | 26. Nov. 1914:S. 115 bis 117                     | Prostruga Plania                      | 180       |      |
| Ludwig Goiginger                                     | Feldmarschallleutnant  | XXIV. Korps                                                       | Juni 1918:S. 117 bis 120                         | Conegliano                            | 192       |      |
| Anton Goldbach von Sulittaborn                       | Feldmarschallleutnant  | 71. Honvéd-Division                                               | Herbst 1916:S. 120 bis 124                       | Rumänien                              | 189       |      |
| Johann Haas von Haagenfels                           | Oberstleutnant         | FJB 21 / IR 37 (7. Infanterie-Division)                           | 19. Sep. 1914:S. 124 bis 127                     | Pričinović                            | 184       |      |
| Géza Heim                                            | Oberleutnant           | IR 46 (17. Infanterie-Division)                                   | 8. Mai 1916:S. 127 bis 129                       | San Martino del Carso                 | 180       |      |
| Georg Hoffmann                                       | Oberleutnant           | Sapp.Kp 2/36 (50. Infanterie-Division)                            | Sommer 1917:S. 129 bis 132                       | Krn                                   | 188       |      |
| Oskar Hoffmann                                       | Major                  | Feldkanonenregiment 1 (12. Infanterie-Division)                   | 23. Aug. 1914:S. 132 bis 134                     | Annopol                               | 192       |      |
| Peter von Hofmann                                    | Feldmarschallleutnant  | Korps Hofmann                                                     | Herbst 1914:S. 135 bis 138                       | Serednij Werezkyj-Pass                | 180       |      |
| Miklós Horthy                                        | Linienschiffskapitän   | Novara                                                            | Dez. 1915 / 15. Mai 1917:S. 139 bis 143          | Seegefecht Otranto                    | 186       |      |
| Imre Horváth                                         | Oberstleutnant         | HIR 11 (39. Honvéd-Division)                                      | 15. Juni 1916:S. 143 bis 145                     | Gnilowody                             | 188       |      |
| Eduard Hospodarž                                     | Oberst                 | IR 8 (4. Infanterie-Division)                                     | Jun./Juli 1916:S. 145 bis 148                    | Godomicze                             | 180       |      |
| Stefan Inselt von Gölle                              | Hauptmann              | IR 38 (18. Infanterie-Division)                                   | 3./5. Juli 1915:S. 149 bis 151                   | Polazzo – Redipuglia                  | 194       |      |
| Johann Iskrić                                        | Hauptmann              | Landsturm Bat. V/4                                                | 17. Aug. 1917:S. 151 bis 153                     | Canale                                | 187       | -    |
| Josef Janečka                                        | Oberst                 | Art.Kommandeur                                                    | Jun./Juli 1917:S. 153 bis 155                    | Isonzo                                | 180       |      |
| Gotthard Janky von Bulcs                             | Oberst                 | HR 4 (1. Kavallerie-Division)                                     | 18./26. Juni 1916:S. 156 bis 158                 | Gruziatyn                             | 189       |      |
| Thaddäus Ritter Jordan-Rozwadowski von Groß-Rozwadów | Generalmajor           | AR Kdt. (12. Infanterie-Division)                                 | 5. Sep. 1915:S. 158 bis 160                      | Ratoszyn Pierwszy                     | 184       |      |
| Hermann Kirchner                                     | Hauptmann              | IR 42 (57. Infanterie-Division)                                   | Mai 1916:S. 161 bis 164                          | Zugna Torta                           | 190       |      |
| Koloman von Klempa                                   | Major                  | IR 26 (33. Infanterie-Division)                                   | 2./4. Sep. 1914:S. 164 bis 166                   | Piotrków Pierwszy                     | 187       |      |
| Karl Kratochvil von Szent Kereszthegy                | Oberst                 | 81. HBrigade (41. Honvéd-Division)                                | Herbst 1917:S. 166 bis 169                       | Mt. San Gabriele (Gorizia)            | 194       |      |
| Friedrich Krömer                                     | Hauptmann              | 11. GebBrigade (48. Infanterie-Division)                          | 16. Juli 1916:S. 170 bis 175                     | Lipa                                  | 187       |      |
| Hermann Kusmanek von Burgneustädten                  | General der Infanterie | Kdt. Festung Przemyśl                                             | Herbst 1914 – Frühjahr 1915:S. 175 bis 180       | Przemyśl                              | 186       |      |
| Zoltán Laczhegyi                                     | Leutnant               | IR 101 (17. Infanterie-Division)                                  | 5. Apr. 1915:S. 180 bis 182                      | Virava-Vilag                          | 185       |      |
| Wladimir Laxa                                        | Oberst                 | 18. Brigade (9. Infanterie-Division)                              | Aug. / Sep. 1917:S. 183 bis 185                  | Mt. San Gabriele (Gorizia)            | 188       |      |
| Anton Lehár                                          | Major                  | LIR 13 (100. Landwehr-Brigade)                                    | 2. Sep. 1914:S. 185 bis 188                      | Gmina Chodel                          | 184       |      |
| Wilhelm Licka                                        | Oberleutnant           | Hochgebirgskompanie                                               | 3. Sep. 1918:S. 188 bis 193                      | Tonalepass                            | 194       |      |
| Géza Lukachich von Somorja                           | Oberstbrigadier        | 1. Geb.Brigade (18. Infanterie-Division)                          | Herbst 1914:S. 193 bis 197                       | Jagodnja                              | 180       |      |
| Josef Lutschounig von Felsenhof                      | Oberstleutnant         | IR 74 (29. Infanterie-Division)                                   | 6. Sep. 1914:S. 197 bis 198                      | Jarak                                 | 180       |      |
| Franz Matheis                                        | Oberleutnant           | IR 23 (32. Infanterie-Division)                                   | 18./28. Dez. 1914:S. 199 bis 202                 | Starzechowice (bei Fałków) / Potok    | 185       |      |
| Eduard Edler von Merten                              | Oberst                 | 121. Brigade (62. Infanterie-Division)                            | 14./15. Sep. 1915:S. 202 bis 205                 | Derazno                               | 193       |      |
| Anatol Méttelét                                      | Oberstleutnant         | IR 74 (59. Infanterie-Division)                                   | 7.–9. Oktober 1915:S. 205 bis 207                | Belgrad                               | 188       |      |
| Rudolf Ritter Metz von Spondalunga                   | Generalmajor           | 23. Brigade (12. Infanterie-Division)                             | Mai 1915:S. 208 bis 210                          | Jarosław                              | 186       |      |
| Josef Metzger                                        | Feldmarschallleutnant  | 1. Infanterie-Division                                            | Okt. 1917:S. 210 bis 212                         | Tolmin                                | 193       |      |
| Richard Müller                                       | Generalmajor           | 5. Brigade (3. Infanterie-Division)                               | Jul. / Sep. 1915:S. 212 bis 217                  | Kraśnik / Luzk                        | 186       |      |
| Rudolf Müller                                        | Generalmajor           | 12. Brigade (6. Infanterie-Division)                              | Juni 1916:S. 217 bis 220                         | Ospedaletto                           | 187       |      |
| Paul von Nagy                                        | Generalmajor           | 73. HBrigade (37. Honvéd-Division)                                | 29. Aug. 1914:S. 220 bis 222                     | Bychawa                               | 184       |      |
| Karl Neusser                                         | Hauptmann              | LIR 31 (46. Landwehr-Division)                                    | 16./17. Juli 1915:S. 222 bis 225                 | Cieląż (nördl. Sokal)                 | 189       |      |
| Guido Novak von Arienti                              | Generalmajor           | 11. GebBrigade (48. Infanterie-Division)                          | 11.–17. Juni 1915:S. 225 bis 228                 | Isonzo                                | 180       |      |
| Viktor Oberguggenberger                              | Leutnant               | TKJR 1 (8. Infanterie-Division)                                   | Okt. 1916:S. 228 bis 233                         | Pasubio                               | 195       |      |
| Florian Freiherr Pasetti von Friedenburg             | Oberstleutnant         | LIR 26 (22. Landwehr-Division)                                    | Herbst 1917:S. 233 bis 240                       | Bovec u. a.                           | 193       |      |
| Franz Peter                                          | Oberstleutnant         | IR 87 (59. Infanterie-Division)                                   | 7.–9. Oktober 1915:S. 240 bis 244                | Belgrad                               | 186       |      |
| Georg Petrichevich                                   | Hauptmann              | IR 16 (49. Infanterie-Division)                                   | 28. Feb. 1915:S. 244 bis 246                     | Silez (nördl. Stanislau)              | 188       |      |
| Rudolf Pillepić von Lippahora                        | Oberstbrigadier        | 73. HBrigade (37. Honvéd-Division)                                | 15. Sep. 1915:S. 246 bis 248                     | Butschatsch                           | 186       |      |
| Konstantin Popovici                                  | Major                  | IR 39 (17. oder 49. Infanterie-Division)                          | 22. Aug. 1917:S. 248 bis 250                     | Doberdò del Lago                      | 187       |      |
| Emil Poppr                                           | Leutnant               | IR 83 (33. Infanterie-Division)                                   | 4. Okt. 1916 / 4. Juli 1917:S. 250 bis 253       | Batkiw                                | 189       |      |
| Emil Prochaska                                       | Leutnant               | IR 78 (36. Infanterie-Division)                                   | 6. Nov. 1914:S. 253 bis 255                      | Gučevo                                | 180       |      |
| Robert Procházka                                     | Major                  | LschR II (30. Infanterie-Division)                                | 8. Mai 1915:S. 255 bis 257                       | Salischtschyky                        | 180       |      |
| Otto Redlich von Redensbruck                         | Oberstleutnant         | IR 32 (30. Infanterie-Division)                                   | 24.–29. Juli 1917:S. 257 bis 260                 | Jablunyzja-Pass                       | 191       |      |
| Wilhelm Reinöhl                                      | Generalmajor           | 205. LIBrigade (62. Infanterie-Division)                          | 6./7. Jan. 1916:S. 260 bis 263                   | Mojkovac                              | 189       |      |
| Ludwig Riedl                                         | Oberstbrigadier        | Festungsart.Brigade 12                                            | 2./16. Mai 1915:S. 263 bis 265                   | Gorlice / Jarosław                    | 193       |      |
| Hermann Rigele                                       | Linienschiffsleutnant  | U31                                                               | 2. Okt. 1918:S. 265 bis 266                      | Durrës                                | 194       |      |
| Karl Rössel                                          | Oberleutnant           | FeldhaubitzenRegiment 2                                           | 9.–12. Sep. 1914:S. 266 bis 269                  | Maheriw                               | 185       |      |
| Peter Roósz                                          | Hauptmann              | IR 61 (17. Infanterie-Division)                                   | 3. Nov. 1916:S. 269 bis 271                      | Fajti hrib                            | 195       |      |
| Josef Roth von Limanowa-Łapanów Josef                | Feldmarschallleutnant  | XIV. Korp                                                         | 1.–13. Dez. 1914:S. 271 bis 275                  | Limanowa–Lapanow                      | 185       |      |
| Karl Ruziczka                                        | Oberleutnant           | IR 13 (5. Infanterie-Division)                                    | 6.–9. Juli 1916:S. 276 bis 280                   | Cârlibaba                             | 195       |      |
| Georg Schariczer von Rény                            | Generalmajor           | 27. Brigade (14. Infanterie-Division) / VII. Korps                | 22./23. Aug. 1914 / 22. Nov. 1916:S. 280 bis 283 | Polichna / Fajti hrib                 | 180       |      |
| Peter Scheider                                       | Leutnant               | LschR III (44. Landwehr-Division)                                 | 26. Mai / 13. Juni 1918:S. 284 bis 287           | Tonalepass                            | 195       |      |
| Josef Schneider von Manns-Au                         | Feldmarschallleutnant  | 28. Infanterie-Division                                           | 25. Mai – 6. Juni 1917:S. 287 bis 290            | Duino-Aurisina                        | 186       |      |
| Franz Schöbl                                         | Oberstleutnant         | IR 79 (36. Infanterie-Division)                                   | 16. Sep. / 2. Dez. 1914:S. 290 bis 294           | nördl. Bijeljina / Vihra-Höhe         | 184       |      |
| Josef Schön                                          | Generalmajor           | 57. Brigade (29. Infanterie-Division)                             | 6. Sep. 1914:S. 294 bis 296                      | Šašinci                               | 190       |      |
| Eugen Seydl                                          | Oberstleutnant         | FJB 7 (6. Infanterie-Division)                                    | 10.–19. Juni 1917:S. 296 bis 298                 | Monte Campigoletti                    | 186       |      |
| Rudolf Singule                                       | Linienschiffsleutnant  | U4                                                                | 18. Juli 1915:S. 298 bis 300                     | südöstlich Dubrovnik                  | 194       |      |
| Miezislaus Skulski                                   | Oberleutnant           | IR 73 (22. Landwehr-Division)                                     | 26. Mai 1916:S. 300 bis 302                      | Asiago                                | 187       |      |
| Gustav Sonnewend                                     | Hauptmann              | Landsturm Bat. IV/39                                              | 15. Mai 1917:S. 302 bis 304                      | Gorizia                               | 191       |      |
| Silvio Spieß von Braccioforte                        | Oberst                 | IR 26 (33. Infanterie-Division) / IR 39 (17. Infanterie-Division) | 24. Nov. 1914 / 5. April 1915:S. 304 bis 307     | Sułoszowa / Erfalu                    | 185       |      |
| Stefan Sréter von Szanda                             | Oberst                 | HIR 17                                                            | Jul. – Sep. 1916:S. 308 bis 309                  | Höhe Capul                            | 189       |      |
| Andreas Szepessy von Négyes                          | Hauptmann              | HIR 30 (40. Honvéd-Division)                                      | 14. Sep. 1914:S. 310 bis 311                     | Gučevo                                | 184       |      |
| Béla von Szilley                                     | Major                  | IR 14 (3. Infanterie-Division)                                    | 4./5. Dez. 1917:S. 311 bis 313                   | Monte Meletta                         | 187       |      |
| Alexander Szurmay                                    | Feldmarschallleutnant  | Korps Szurmay                                                     | Jän. – April 1915:S. 313 bis 315                 | Uschok-Pass                           | 180       |      |
| Árpád Taby                                           | Oberleutnant           | IR 125                                                            | 30. Juni 1918:S. 316 bis 318                     | Monte Valbella                        | 195       |      |
| Friedrich Tischer                                    | Oberleutnant           | LIR 11                                                            | 11. Okt. 1916:S. 318 bis 320                     | Opatje Selo                           | 180       |      |
| Friedrich Tomann                                     | Oberleutnant           | IR 7 (6. Infanterie-Division)                                     | 14. Juli 1915:S. 320 bis 322                     | Ivane-Zolote                          | 189       |      |
| Georg Ludwig von Trapp                               | Linienschiffsleutnant  | U5                                                                | 27. Apr. 1915:S. 322 bis 324                     | Straße von Otranto                    | 191       |      |
| Ignaz Trollmann von Lovcenberg                       | Feldmarschallleutnant  | XIX. Korps                                                        | Dez. 1915 / Jän. 1916:S. 324 bis 327             | Lovćen                                | 180       |      |
| Josef Troyer                                         | Major                  | LIR 4                                                             | 11. Juni 1915:S. 327 bis 328                     | Sadzawka                              | 193       |      |
| Karl Ungár                                           | Leutnant               | IR 83 (33. Infanterie-Division)                                   | 14. Okt. 1914 / 2. April 1915:S. 329 bis 331     | Gawłuszowice / Bukowe-Berdo           | 184       |      |
| Konstantin Valentini                                 | Major                  | LschR III (44. Landwehr-Division)                                 | 4. Dez. 1917:S. 331 bis 333                      | Monte Meletta                         | 187       |      |
| Jakob Vass-Wiblinger                                 | Major                  | HIR 309                                                           | 5. Okt. 1916 / 1. Juli 1917:S. 333 bis 336       | Szybalin (Bezirk Brzeżany)            | 186       |      |
| Gottlieb Vojáček                                     | Hauptmann              | IR 16 (36. Infanterie-Division)                                   | 16./17. Juli 1917:S. 336 bis 338                 | Nowyzja                               | 187       |      |
| Josef Wächter                                        | Oberstleutnant         | IR 88 (19. Infanterie-Division)                                   | 3. Sep. 1916 / 29. Juni 1917:S. 338 bis 341      | Szybalin (Bezirk Brzeżany) / Konjuchy | 184       |      |
| Egon von Waldstätten                                 | Oberstleutnant         | IR 82 (49. Infanterie-Division)                                   | 20./21. Mai 1915:S. 341 bis 346                  | Rudnik nad Sanem                      | 190       |      |
| Theodor Wanke                                        | Oberleutnant           | IR 102 (9. Infanterie-Division)                                   | 10. Okt. 1916:S. 346 bis 348                     | Jamiano (Doberdò del Lago)            | 186       |      |
| Viktor Weber von Webenau                             | Feldmarschallleutnant  | 47. Infanterie-Division                                           | 8. Jan. 1916:S. 349 bis 351                      | Lovćen                                | 189       |      |
| Stanislaus Wieroński                                 | Hauptmann              | IR 11 (19. Infanterie-Division)                                   | 25. Mai 1917:S. 351 bis 353                      | Medeazza                              | 189       |      |
| Rudolf Ritter von Willerding                         | Generalmajor           | 28. Brigade (14. Infanterie-Division)                             | 23. Aug. 1914:S. 353 bis 354                     | Polichna                              | 180       |      |
| Alois Windisch                                       | Oberleutnant           | IR 14 (3. Infanterie-Division)                                    | 4. Dez. 1917:S. 355 bis 357                      | Monte Meletta                         | 192       |      |
| Olaf Richard Wulff                                   | Linienschiffsleutnant  | Donauflottille                                                    | 28. Sep. 1914:S. 355 bis 359                     | Belgrad                               | 189       |      |
| Wenzel von Wurm                                      | Feldzeugmeister        | XVI. Korps                                                        | Mai – Nov. 1915:S. 359 bis 364                   | Isonzo                                | 180       |      |
| Erwin Zeidler von Görz                               | Generalmajor           | 58. Infanterie-Division                                           | Mai 1915 – Jän. 1916:S. 365 bis 368              | Gorizia                               | 180       |      |
| Georg Ritter von Zwierkowski                         | Korvettenkapitän       | Donauflottille                                                    | 1915–1917:S. 369 bis 373                         | Donau / Save                          | 189       |      |